# Синоптичні Євангелія
Синопти́чні Єванге́лія (від грец. συνόψις syn-opsis, син-опсіс) — разом (спільно) дивитися; одним поглядом) — три перші книги Нового Заповіту, написані синоптиками (Євангелія від Матвія, Марка і Луки). За своїм змістом синоптичні Євангелія багато в чому перегукуються і повторюють одне одного. Четверте Євангеліє від Івана відрізняється за стилем і змістом від синоптичних.
Термін «синоптичні Євангелія» запровадив німецький теолог Йоганн Якоб Ґрісбах (нім. Johann Jakob Griesbach) у 1776 році. Для зручнішого порівняння та аналізу він роздрукував три тексти Євангелій паралельно, створивши так звану синопсу (огляд).
Центральною темою дослідників трьох Євангелій стала так звана синоптична проблема. Тобто яким чином можна пояснити узгодження трьох перших Євангелій Нового Заповіту як дослівно так і у виборі тем та послідовностей.
Найдавніші рукописи грецького Нового Завіту (в оригіналі Новий Завіт написаний по-грецьки) виявлені на фрагментах папірусів (часте скорочення: р) — стародавнього писального матеріалу, свого роду «паперу», що виготовляється з стебел очерету, що росте вздовж берегів Нілу в Єгипті. Велика частина новозавітних книг (хоча не всі) збереглася на папірусах. Крім того, весь грецький Новий Заповіт зберігся в більш пізніх кодексах (лат. Codex) — стародавніх книгах з шкіряними або пергаментними сторінками. Найдавніші папіруси, які містять текст новозавітних євангелій, перераховані далі, із зазначенням того, які євангельські вірші в них містяться:
| Назва папіруса                 | роки    | Місця в Біблії |
| ------------------------------ | ------- | --- |
| Папірус 67 (P. Barselona 1)    | 125–150 | Мт. 3:9, 15; Мт. 5:20–22, 25–28                                                                                          |
| Папірус 103 (Р.Оху 4403)       | 175–200 | Мт. 13:55–57; Мт. 14:3–5                                                                                                 |
| Папірус 104 (Р.Оху 4404)       | 175–200 | Мт. 21:34–37, 43, 45 (?)                                                                                                 |
| Папірус 77 (Р.Оху 2683 + 4405) | 175–200 | Мт. 23:30–39 |
| Папірус 64 (P.Magdalen 17)     | 125–150 | Мт. 26:7–8, 10, 14–15, 22–23, 31–33                                                                                      |
| Папірус 4 (P.Paris 1120)       | 125–150 | Лк. 1:58–59; 1:62–2:1; 2:6–7; 3:8–4:2; 4:29–32, 34–35; 5:3–8                                                             |
| Папірус 75 (Джон Бодмер),      | 175     | Лк. 3:18–22; 3:33–4:2; 4:34–5:10; 5:37–6:4; 6:10–7:32; Лк. 7:35–39, 41–43; 7:46–9:2; 9:4–17:15; 17:19–18:18; 22:4–24:53. |